# Государственный советник Мьянмы
Государственный советник Мьянмы (бирм. နိုင်ငံတော်၏ အတိုင်ပင်ခံပုဂ္ဂိုလ်နိုင်ငံတော်၏ အတိုင်ပင်ခံပုဂ္ဂိုလ်) — де-факто глава правительства в Мьянме.
Должность государственного советника была создана в правительстве Мьянмы 6 апреля 2016 года специально для Аун Сан Су Чжи. Партия Аун Сан Су Чжи, Национальная лига за демократию, одержала убедительную победу на выборах 2015 года, но сама Аун Сан Су Чжи не имеет права стать президентом Мьянмы из-за конституционного запрета на занятие должности президента лицам, имевшим иностранное гражданство: она, как и её покойный муж Майкл Эйрис, состояла в британском подданстве.

## Список
| № | Фото | Имя                        | Начало полномочий | Завершение полномочий | Партия                          | Примечания |
| - | ---- | -------------------------- | ----------------- | --------------------- | ------------------------------- | ---------- |
| 1 |      | Аун Сан Су Чжи (род. 1945) | 6 апреля 2016     | 1 февраля 2021        | Национальная лига за демократию | [ 3 ]      |